# Wereldbeker schaatsen 2009/2010 - 1500 meter vrouwen
De Wereldbeker schaatsen 2009/2010 - 1500 meter vrouwen begon op 8 november 2009 in Berlijn en eindigde in maart 2010 in Heerenveen. Titelverdediger Kristina Groves uit Canada wist haar titel te prolongeren.
Deze wereldbekercompetitie was tevens het kwalificatietoernooi voor de Olympische Winterspelen van 2010.

## 2008/09 Eindpodium
| Medaille | Atleet            | Punten |
| -------- | ----------------- | ------ |
| Goud:    | Kristina Groves   | 526    |
| Zilver:  | Daniela Anschütz  | 355    |
| Brons:   | Christine Nesbitt | 335    |

## Podia
| Wedstrijd:     | Goud:                    | Tijd       | Zilver:                    | Tijd    | Brons:                              | Tijd    |
| Berlijn        | Christine Nesbitt Canada | 1.55,54 BR | Martina Sáblíková Tsjechië | 1.56,99 | Brittany Schussler Canada           | 1.57,26 |
| Heerenveen     | Ireen Wüst Nederland     | 1.56,69    | Christine Nesbitt Canada   | 1.56,74 | Kristina Groves Canada              | 1.57,05 |
| Hamar          | Kristina Groves Canada   | 1.55,16    | Ireen Wüst Nederland       | 1.55,95 | Martina Sáblíková Tsjechië          | 1.56,34 |
| Calgary        | Kristina Groves Canada   | 1:54.35    | Christine Nesbitt Canada   | 1:54.43 | Elma de Vries Nederland             | 1:54.55 |
| Salt Lake City | Christine Nesbitt Canada | 1:52.76    | Kristina Groves Canada     | 1:53.32 | Jennifer Rodriguez Verenigde Staten | 1:54.19 |
| Heerenveen     | Kristina Groves Canada   | 1.58,15    | Martina Sáblíková Tsjechië | 1.58,27 | Brittany Schussler Canada           | 1.58,60 |

## Eindstand
| #  | Naam                     | BER | HVN | HAM | CAL | SLC | HVN | Totaal |
| -- | ------------------------ | --- | --- | --- | --- | --- | --- | ------ |
| 1  | Kristina Groves          | 60  | 70  | 100 | 100 | 80  | 150 | 560    |
| 2  | Christine Nesbitt        | 100 | 80  | –   | 80  | 100 | 14  | 374    |
| 3  | Martina Sáblíková        | 80  | 10  | 70  | 32  | 36  | 120 | 348    |
| 4  | Brittany Schussler       | 70  | 21  | —   | 60  | 40  | 105 | 296    |
| 5  | Daniela Anschütz-Thoms   | 36  | 60  | 60  | 28  | —   | 75  | 259    |
| 6  | Ireen Wüst               | 24  | 100 | 80  | 21  | 32  | —   | 257    |
| 7  | Diane Valkenburg         | 45  | 45  | 40  | 12  | —   | 90  | 232    |
| 8  | Katarzyna Bachleda-Curuś | 21  | 28  | 45  | 50  | 28  | 36  | 208    |
| 9  | Jennifer Rodriguez       | 25  | 32  | —   | 45  | 70  | 18  | 190    |
| 10 | Jekaterina Sjichova      | 18  | 40  | —   | 36  | 45  | 45  | 184    |
| 11 | Anni Friesinger-Postma   | 40  | 50  | —   | 45  | —   | 32  | 167    |
| 12 | Maki Tabata              | 16  | 16  | 28  | 18  | 60  | 21  | 159    |
| 13 | Margot Boer              | 50  | 36  | 14  | —   | —   | 40  | 140    |
| 14 | Elma de Vries            | —   | —   | 25  | 70  | 14  | 5   | 114    |
| 15 | Cindy Klassen            | 32  | 24  | —   | 24  | 18  | 16  | 114    |
| 16 | Alla Shabanova           | 4   | 25  | 50  | 6   | 8   | 8   | 101    |
| 17 | Nao Kodaira              | 28  | 12  | —   | 15  | 21  | 12  | 88     |
| 18 | Annette Gerritsen        | 6   | 19  | 36  | —   | —   | 24  | 85     |
| 19 | Monique Angermüller      | 10  | —   | —   | 19  | 50  | —   | 79     |
| 20 | Masako Hozumi            | 15  | 8   | 18  | 8   | 24  | 6   | 79     |
| 21 | Laurine van Riessen      | —   | —   | —   | 14  | 25  | 28  | 67     |
| 22 | Karolína Erbanová        | 2   | 6   | 24  | 25  | 5   | —   | 62     |
| 23 | Wang Fei                 | 8   | 15  | 32  | 0   | —   | —   | 55     |
| 24 | Jilleanne Rookard        | 0   | 8   | 21  | 4   | 12  | 10  | 55     |
| 25 | Noh Seon-Yeong           | 19  | 18  | —   | —   | 16  | —   | 53     |
| 26 | Shannon Rempel           | —   | —   | —   | 16  | 19  | —   | 35     |
| 27 | Dong Feifei              | 4   | 4   | 16  | 0   | 10  | —   | 34     |
| 28 | Lee Ju-Youn              | 14  | 14  | —   | 6   | —   | —   | 34     |
| 29 | Catherine Raney          | —   | —   | 19  | 5   | 6   | —   | 30     |
| 30 | Hege Bøkko               | 12  | 6   | —   | 2   | 2   | -   | 22     |
| 31 | Yekaterina Lobysheva     | —   | —   | —   | 8   | 11  | -   | 19     |
| 32 | Luiza Zlotkowska         | 0   | —   | 8   | 11  | —   | -   | 19     |
| 32 | Natasja Bruintjes        | 8   | 11  | —   | —   | —   | -   | 19     |
| 34 | Galina Likhachova        | 11  | 5   | —   | 0   | —   | -   | 16     |
| 35 | Paulien van Deutekom     | —   | —   | —   | —   | 15  | -   | 15     |
| 36 | Olga Graf                | —   | —   | 15  | —   | —   | -   | 15     |
| 37 | Justine L'Heureux        | 1   | 0   | 12  | —   | —   | -   | 13     |
| 38 | Katrin Mattscherodt      | 5   | 0   | 8   | 0   | —   | -   | 13     |
| 39 | Ida Njatun               | —   | —   | 11  | 0   | —   | -   | 11     |
| 40 | Nancy Swider-Peltz Jr.   | 0   | 1   | 10  | 0   | 0   | -   | 11     |
| 41 | Marrit Leenstra          | —   | —   | —   | 10  | 0   | -   | 10     |
| 42 | Isabell Ost              | 2   | 2   | —   | 0   | 6   | -   | 10     |
| 43 | Fu Chunyan               | 3   | 0   | 6   | 0   | —   | -   | 9      |
| 44 | Maren Haugli             | 0   | 0   | —   | —   | 8   | -   | 8      |
| 45 | Stephanie Beckert        | —   | 0   | 6   | —   | 0   | -   | 6      |
| 45 | Eriko Ishino             | 6   | 0   | —   | 0   | 0   | -   | 6      |
| 47 | Ji Jia                   | 1   | 0   | 5   | 0   | 0   | -   | 6      |
| 48 | Natalia Czerwonka        | 0   | 0   | —   | 0   | 4   | -   | 4      |
| 49 | Katarzyna Woźniak        | —   | 0   | 4   | —   | 0   | -   | 4      |
| 50 | Shiho Ishizawa           | —   | —   | 2   | —   | —   | -   | 2      |
| 51 | Anna Rokita              | 0   | 0   | 0   | 0   | 1   | -   | 1      |
| 52 | Yekaterina Abramova      | —   | —   | —   | 1   | —   | -   | 1      |
| 52 | Nicole Garrido           | —   | —   | 1   | —   | —   | -   | 1      |

## Wereldbekerwedstrijden
Hier volgt een overzicht van de top 10 per wereldbekerwedstrijd en de Nederlanders.

### Berlijn
| rang   | schaatser          | tijd    | punten |
| ------ | ------------------ | ------- | ------ |
| Goud   | Christine Nesbitt  | 1.55,54 | 100    |
| Zilver | Martina Sáblíková  | 1.56,99 | 80     |
| Brons  | Brittany Schussler | 1.57,26 | 70     |
| 4      | Kristina Groves    | 1.57,72 | 60     |
| 5      | Margot Boer        | 1.58,06 | 50     |
| 6      | Diane Valkenburg   | 1.58,09 | 45     |
| 7      | Anni Friesinger    | 1.58,13 | 40     |
| 8      | Daniela Anschütz   | 1.58,40 | 36     |
| 9      | Cindy Klassen      | 1.58,63 | 32     |
| 10     | Nao Kodaira        | 1.58,73 | 28     |
|        |                    |         |        |
| 11     | Ireen Wüst         | 1.58,82 | 24     |
| 18     | Natasja Bruintjes  | 2.00,09 | 8      |
| 19     | Annette Gerritsen  | 2.00,72 | 6      |

### Heerenveen
| rang   | schaatser                | tijd    | punten |
| ------ | ------------------------ | ------- | ------ |
| Goud   | Ireen Wüst               | 1.56,69 | 100    |
| Zilver | Christine Nesbitt        | 1.56,74 | 80     |
| Brons  | Kristina Groves          | 1.57,05 | 70     |
| 4      | Daniela Anschütz         | 1.57,80 | 60     |
| 5      | Anni Friesinger          | 1.57,82 | 50     |
| 6      | Diane Valkenburg         | 1.58,03 | 45     |
| 7      | Yekaterina Shikhova      | 1.58,30 | 40     |
| 8      | Margot Boer              | 1.58,72 | 36     |
| 9      | Jennifer Rodriguez       | 1.59,03 | 32     |
| 10     | Katarzyna Bachleda-Curuś | 1.59,25 | 28     |
|        |                          |         |        |
| B2     | Annette Gerritsen        | 1.59,39 | 19     |
| B4     | Natasja Bruintjes        | 2.00,20 | 11     |

### Hamar
| rang   | schaatser                | tijd    | punten |
| ------ | ------------------------ | ------- | ------ |
| Goud   | Christine Nesbitt        | 1.55,16 | 100    |
| Zilver | Ireen Wüst               | 1.55,95 | 80     |
| Brons  | Martina Sáblíková        | 1.56,34 | 70     |
| 4      | Daniela Anschütz         | 1.57,00 | 60     |
| 5      | Alla Shabanova           | 1.57,02 | 50     |
| 6      | Katarzyna Bachleda-Curuś | 1.57,13 | 45     |
| 7      | Diane Valkenburg         | 1.57,25 | 40     |
| 8      | Annette Gerritsen        | 1.57,40 | 36     |
| 9      | Wang Fei                 | 1.57,58 | 32     |
| 10     | Maki Tabata              | 1.58,04 | 28     |
|        |                          |         |        |
| 15     | Margot Boer              | 2.00,13 | 14     |
|        |                          |         |        |
| B1     | Elma de Vries            | 1.57,52 | 25     |

### Calgary
| rang   | schaatser                | tijd       | punten |
| ------ | ------------------------ | ---------- | ------ |
| Goud   | Kristina Groves          | 1.54,35    | 100    |
| Zilver | Christine Nesbitt        | 1.54,43    | 80     |
| Brons  | Elma de Vries            | 1.54,55    | 70     |
| 4      | Brittany Schussler       | 1.54,85    | 60     |
| 5      | Katarzyna Bachleda-Curuś | 1.54,97    | 50     |
| 6      | Anni Friesinger          | 1.55,10(8) | 45     |
| 6      | Jennifer Rodriguez       | 1.55,10(8) | 45     |
| 8      | Yekaterina Shikhova      | 1.55,26    | 36     |
| 9      | Martina Sáblíková        | 1.55,44    | 32     |
| 10     | Daniela Anschütz         | 1.55,51    | 28     |
|        |                          |            |        |
| 12     | Ireen Wüst               | 1.56,10    | 21     |
| 15     | Laurine van Riessen      | 1.56,39    | 14     |
| 16     | Diane Valkenburg         | 1.57,08    | 12     |
| 17     | Marrit Leenstra          | 1.57,57    | 10     |

### Salt Lake City
| rang   | schaatser                | tijd    | punten |
| ------ | ------------------------ | ------- | ------ |
| Goud   | Christine Nesbitt        | 1.52,77 | 100    |
| Zilver | Kristina Groves          | 1.53,33 | 80     |
| Brons  | Jennifer Rodriguez       | 1.54,19 | 70     |
| 4      | Maki Tabata              | 1.54,28 | 60     |
| 5      | Monique Angermüller      | 1.54,51 | 50     |
| 6      | Yekaterina Shikhova      | 1.54,78 | 45     |
| 7      | Brittany Schussler       | 1.54,86 | 40     |
| 8      | Martina Sáblíková        | 1.55,20 | 36     |
| 9      | Ireen Wüst               | 1.55,38 | 32     |
| 10     | Katarzyna Bachleda-Curuś | 1.55,56 | 28     |
|        |                          |         |        |
| 15     | Elma de Vries            | 1.56,41 | 14     |
|        |                          |         |        |
| B1     | Laurine van Riessen      | 1.55,98 | 25     |
| B3     | Paulien van Deutekom     | 1.56,87 | 15     |
| B27    | Marrit Leenstra          | 2.20,30 | 0      |

### Heerenveen
| rang   | schaatser                | tijd       | punten |
| ------ | ------------------------ | ---------- | ------ |
| Goud   | Kristina Groves          | 1.58,15    | 150    |
| Zilver | Martina Sáblíková        | 1.58,27    | 120    |
| Brons  | Brittany Schussler       | 1.58,60    | 105    |
| 4      | Diane Valkenburg         | 1.58,61    | 90     |
| 5      | Daniela Anschütz         | 1.58,90(1) | 75     |
| 6      | Yekaterina Shikhova      | 1.58,90(8) | 45     |
| 7      | Margot Boer              | 1.59,05    | 40     |
| 8      | Katarzyna Bachleda-Curuś | 1.59,14    | 36     |
| 9      | Anni Friesinger          | 1.59,35    | 32     |
| 10     | Laurine van Riessen      | 1.59,56    | 28     |
|        |                          |            |        |
| 11     | Annette Gerritsen        | 1.59,58    | 24     |
| 20     | Elma de Vries            | 2.04,29    | 4      |

1985/1986 · 
1986/1987 · 
1987/1988 · 
1988/1989 · 
1989/1990 · 
1990/1991 · 
1991/1992 · 
1992/1993 · 
1993/1994 · 
1994/1995 · 
1995/1996 · 
1996/1997 · 
1997/1998 · 
1998/1999 · 
1999/2000 · 
2000/2001 · 
2001/2002 · 
2002/2003 · 
2003/2004 · 
2004/2005 · 
2005/2006 · 
2006/2007 · 
2007/2008 · 
2008/2009 · 
2009/2010 · 
2010/2011 · 
2011/2012 · 
2012/2013 · 
2013/2014 · 
2014/2015 · 
2015/2016 · 
2016/2017 · 
2017/2018 · 
2018/2019 · 
2019/2020 · 
2020/2021 · 
2021/2022 · 
2022/2023 · 
2023/2024 · 
2024/2025